# 정병헌
정병헌(鄭秉憲)은 일제강점기의 승려이다.

## 생애
불교중앙학림 재학 중에 3·1 운동에 가담한 학승이었다. 정병헌은 한용운의 지시를 받고 탑골 공원 시위에 참여했고, 독립선언서를 휴대하고 호남 지방에 파견되는 등 주도적인 활동을 했다. 화엄사 재직 승려였기에 연고 지역인 호남 지방에 내려가 만세 시위를 조직한 것으로 알려져 있다.
1928년 화엄사의 감무가 되었고, 1931년 화엄사 주지로 인가를 받았다. 첫 임기가 만료된 1934년에는 재임 인가를 받아 화엄사 제3·4대 주지로 연임되었다. 1935년 우가키 가즈시게 총독이 불교와 유교계를 동원해 전개한 심전개발 운동에 적극 협조한 기록이 있다. 불교계에서 조직한 조선불교심전개발사업촉진발기회라는 단체의 발기인 5명 중 한 명으로 참여한 것이다.
1935년 전남5본산연합회의 이사와 금강산불교회의 고문에 추대되었으며, 1937년 31대본산주지회의에서는 총본산 기초위원 14명 중 한 명으로 선출되는 등 활발한 활동을 계속했다. 1937년 중일 전쟁 발발 후 화엄사에서는 두 차례 시국 행사를 열어 일본군의 승리를 비는 기원제를 봉행했으며, 국방헌금과 일본군 위문금도 여러 차례 헌납했다. 1938년 화엄사 주지 선거에서 세 번째 당선에 도전했다가 낙선한 이후 행적은 알려져 있지 않다.
민족문제연구소가 2008년 공개한 친일인명사전 수록예정자 명단 종교 부문에 들어 있다.

## 같이 보기
- 화엄사

## 참고자료
- 임혜봉 (2005년 3월 1일). 〈정병헌 : 3·1운동 참여 후 친일로 변절한 본산 주지〉. 《친일 승려 108인》. 서울: 청년사. 223~225쪽쪽. ISBN 9788972783848.